# Молчанов, Владимир Алексеевич
Владимир Алексеевич Молчанов (укр. Володимир Олексійович Молчанов; род. 1949) — советский и украинский тренер по прыжкам в воду; Заслуженный тренер Украины, Заслуженный работник физической культуры и спорта Украины.

## Биография
Родился 9 марта 1949 года в городе Мукачево Закарпатской области Украинской ССР.
В 1972 году окончил факультет физического воспитания Харьковского педагогического института (ныне Харьковский национальный педагогический университет имени Сковороды). С 1992 года Владимир Молчанов являлся старшим тренером по прыжкам в воду в Харьковском государственном высшем училище физической культуры № 1 и старшим тренером Харьковской области по прыжкам в воду.
За годы тренерской деятельности подготовил 13 Мастеров спорта Украины, 3 Мастера спорта Украины международного класса и одного Заслуженного мастера спорта Украины. Его воспитанники — Пригоров Алексей, Алевтина Королёва и Елена Фёдорова входят в состав национальной сборной Украины.
В 2008 и 2013 годах В. А. Молчанов был удостоен стипендии Президента Украины, а в 2012 году — стипендии Кабинета Министров Украины.
В 2015 году Владимир Молчанов продолжил свою тренерскую деятельность в Республике Казахстан.